# Irmgarda z Buchau
Blahoslavená Irmgarda z Buchau nebo také Irmengarda od Chiemsee (mezi 831 až 833, Řezno – 16. července 866, Frauenchiemsee) byla německá abatyše, dcera krále Ludvíka II. a jeho manželky Hemmy z Altdorfu.

## Život
Byla i se svými sestrami dána na vychování do kláštera Buchau na ostrově Buchau ve Federsee, Württembersko. Zde pravděpodobně vstoupila do benediktinského řádu.
V roce 857 odešla už jako abatyše do kláštera Frauenchiemsee. Měla za úkol klášter, který zřídil Tassilo III. Bavorský, obnovit a rozšířit. Bývá proto někdy označována jako druhá zakladatelka kláštera.

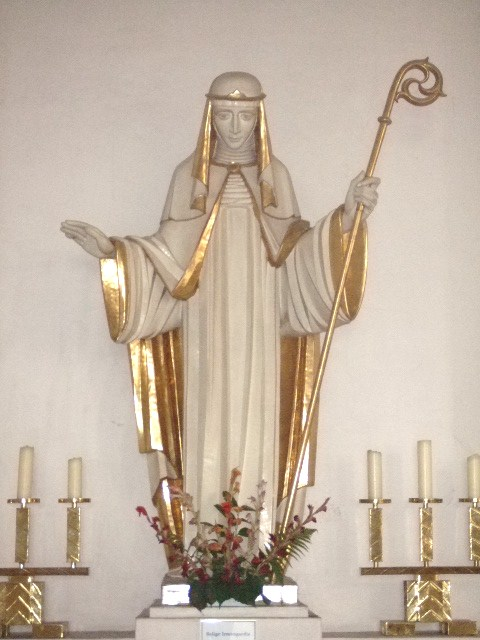
Socha

## Po smrti
Abatyše byla pohřbena v jižní části klášterního chrámu. Hrob byl však v následujících staletích otevřen a lebka odvezena do Seeonu.
V roce 1922 zahájil kardinál Faulhaber proces blahořečení, byl opět otevřen její hrob a vrátila se i její lebka. V roce 2003 byla analýzou DNA potvrzena příslušnost lebky ke zbytku kostry.
Irmengardin kult byl oficiálně uznán v roce 1928 papežem Piem XI. a 17. července 1929 byla blahořečena.
Její svátek připadá na 16. července.
Bývá zobrazována v benediktinském hábitu s knihou a berlou, se srdcem v ruce. K jejím atributům patří zvonek a zvonice na Fraueninsel.